# استان بارسلون
استان بارسلون (به اسپانیایی: Barcelona) (به کاتالان: Província de Barcelona)، استانی در شرق اسپانیا، در میان بخش خودمختار کاتالونیا است.

## جغرافیا
با استان‌های تاراگونا، لیدا، گیرونا و همچنین دریای مدیترانه هم‌مرز است.
مرکز آن شهر بارسلون است.

## جمعیت و مساحت
نزدیک ۵٬۳۵۰٬۰۰۰ نفر در استان زندگی می‌کنند (۲۰۰۶) که از میان آن‌ها ۱٬۵۹۳٬۰۷۵ نفر ساکن کلان‌شهر بارسلون هستند. این استان ۳۱۱ دهستان دارد و به خاطر معماری‌اش مشهور است.